# Culture ténéréenne
La culture ténéréenne est une culture préhistorique qui exista du Ve millénaire av. J.-C. au milieu du IIIe millénaire av. J.-C. au Sahara. Cette période couvre le subpluvial néolithique et le début de la dessiccation du Sahara, durant l'Holocène.
Le terme fut employé pour la première fois en 1934 par Maurice Reygasse et les chercheurs lui attribuèrent une définition précise ultérieurement. La Mission Berliet-Ténéré (1959), dans le massif de l'Aïr, au nord du Niger, permit d'établir une définition qui sera précisée par John Desmond Clark à l'occasion de son expédition dans l'Adrar Bous, au début des années 1970, dont les résultats furent publiés en novembre 2008.
Des restes humains de personnes appartenant à la culture ténéréenne ont été trouvés dans l'Adrar Bous, dans le massif de l'Aïr. D'autres l'ont été à Gobero, au Niger, dans le désert du Ténéré. La région était luxuriante à l'époque, et les Ténéréens étaient des éleveurs, des chasseurs et des pêcheurs.

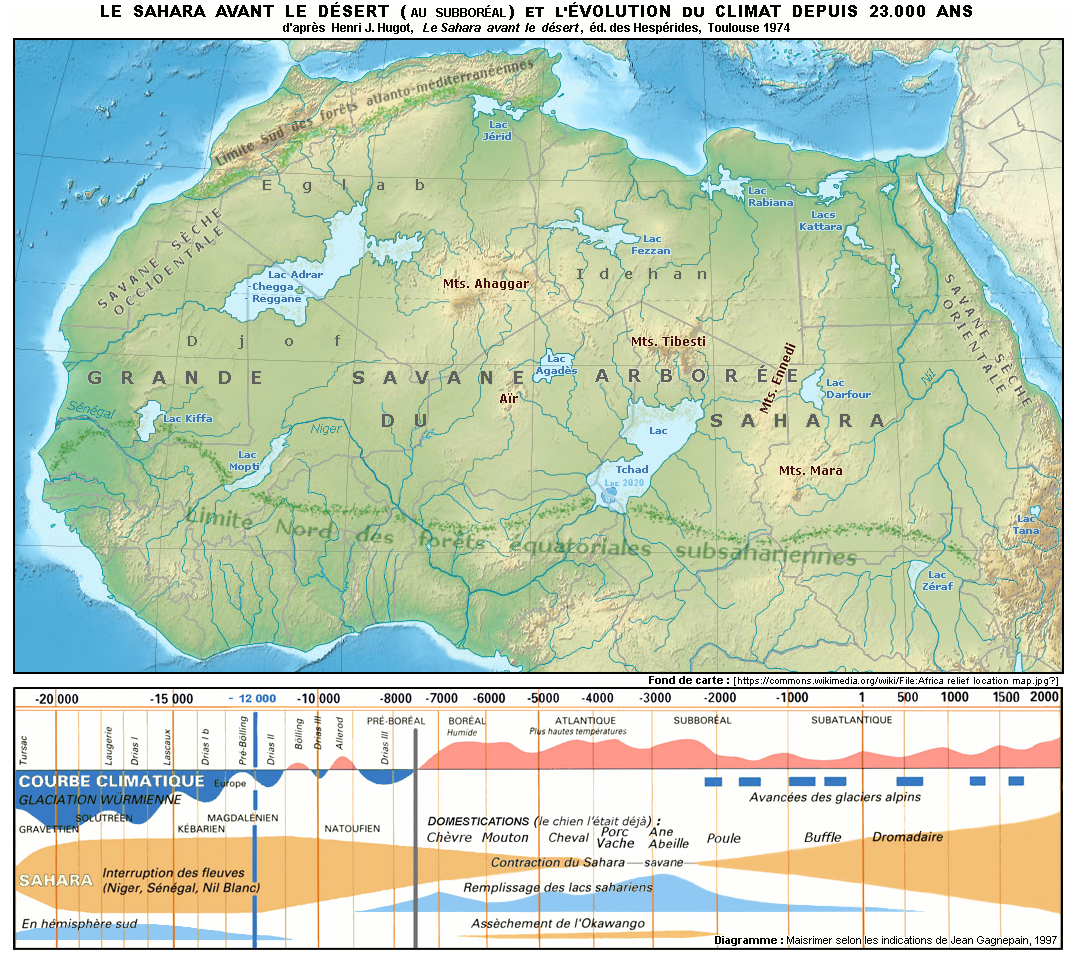
Le Sahara durant sa période humide, à l'époque ténéréenne : la végétation était de type savane arborée et la faune, attestée par les restes fossiles et l'art rupestre, comprenait des autruches, des gazelles, des bovins, des girafes, des rhinocéros, des éléphants, des hippopotames, des crocodiles…

## Découvertes à Gobero
Le site de Gobero fut découvert en 2000, à l'occasion d'une expédition conduite par Paul Sereno, qui cherchait des restes de dinosaures. 
Deux cultures préhistoriques distinctes ont été trouvées sur le site : la culture des Kiffiens, datant du début de l'Holocène, et la culture ténéréenne, datant du milieu de l'Holocène. Les Kiffiens précédèrent les Ténéréens et disparurent il y a environ 8 000 ans, lorsque le désert devint aride. La phase sèche se termina vers 4600 av. J.-C., période la plus lointaine à laquelle on peut rattacher des artefacts ténéréens. 
Deux cents squelettes ont été trouvés à Gobero. Les Ténéréens étaient plus petits en taille et moins robustes que les Kiffiens. Les analyses craniométriques montrèrent qu'ils étaient ostéologiquement  distincts. Les crânes des Kiffiens ressemblent à ceux des Ibéromaurusiens du Pléistocène supérieur, à ceux des Capsiens des débuts de l'Holocène et à ceux des Mechta-Afalou du Mésolithique, tandis que les crânes des Ténéréens s'apparentent à ceux des groupes méditerranéens,.
Les tombes montrent que les Ténéréens observaient des traditions spirituelles ; ils étaient enterrés avec des bijoux faits de défenses d'hippopotames et des pots en argile. Une intéressante trouvaille concerne une sépulture triple, contenant une femme adulte et deux enfants, datés de 5 300 ans BP. D'après leur dentition, les enfants avaient cinq et huit ans, et ils ont été trouvés s'étreignant. Les résidus de pollen montrent qu'ils ont été enterrés sur un lit de fleurs. Les trois personnages sont supposés être morts à 24 h d'intervalle, mais les squelettes ne montrent pas l'apparence d'une mort violente car ils sont dépourvus de traces de traumatismes et ils ont été mis en terre avec beaucoup de soins, ce qui rend improbable l'hypothèse de la peste. La cause de leur mort reste indéterminée.

## Déclin
Vers 2500 av. J.-C., la région commença à redevenir aride et la culture ténéréenne disparut ; il est possible que ses représentants soient allés chercher des pâturages en d'autres endroits.